# Klaus Speer
Klaus Speer (* 1944) ist ein deutscher Boxpromoter. In den 1960er Jahren war er ein Kiez-König im West-Berliner Rotlichtmilieu, später betätigte er sich in der Immobilienbranche.

## Leben
Im Verlauf der 1960er Jahre gelangte Klaus Speer in Kontakt mit dem Rotlichtmilieu. Er stieg vom Lagerarbeiter zum Geschäftsführer des Clubs Apollo 11 in der Potsdamer Straße auf. Nachdem es ihm gelungen war, sich mit seiner Bande durch Einsatz von Gewalt und mit Unterstützung durch den Bordellunternehmer Hans Helmcke als „Ordnungsfaktor“ im Milieu zu etablieren, galt er als „Kiez-König“.
Am 27. Juni 1970 war Speers Bande an einer mit Waffengewalt ausgetragenen Auseinandersetzung mit iranischen Zuhältern beteiligt, bei der es um die Vorherrschaft im West-Berliner Rotlichtmilieu ging. Der Schusswechsel in der Bleibtreustraße forderte ein Todesopfer und drei Verletzte. Für viele Jahre sprachen die Berliner in der Umgangssprache von der „Bleistreustraße“.   Für seine Beteiligung an der Schießerei wurde Klaus Speer 1972 vom Kriminalgericht Moabit wegen Bildung eines bewaffneten Haufens, Raufhandel und unbefugtem Waffenbesitz zu einer Freiheitsstrafe  von 27 Monaten verurteilt.
Nach Verbüßung der Freiheitsstrafe eröffnete Speer in Berlin eine Boxschule, betätigte sich als Boxpromoter und förderte unter anderem die Karriere von Graciano Rocchigiani. Zudem war er im Immobiliengeschäft aktiv. Er erhielt jedoch Kontakte zum Halbwelt- und Zuhältermilieu aufrecht, weswegen er den Verdacht der Berliner Staatsanwaltschaft auf sich zog, die seit 1988 gegen ihn ermitteln ließ.
Am 16. Juni 1992 wurde Speer unter der Beschuldigung, eine Schlüsselfigur der Berliner organisierten Kriminalität zu sein, in Untersuchungshaft genommen; der Prozess gegen ihn begann am 22. März 1993. Die insgesamt 21 Anklagepunkte lauteten unter anderem auf Nötigung, Erpressung, Wucher, Betrug, Bestechung von Beamten, illegales Glücksspiel und illegalen Waffenbesitz. Nach anderthalbjähriger Prozessdauer wurde er am 27. Februar 1995 in fünf Punkten für schuldig befunden und zu einer Freiheitsstrafe von fünfeinhalb Jahren verurteilt. Der von der Staatsanwaltschaft angestrebte Nachweis, dass Speer der „Pate von Berlin“ gewesen sei, gelang hingegen nicht.
Seit seiner Entlassung im Jahre 1998 ist Speer wieder als Boxpromoter tätig.